# Mpoko
Mpoko är en 350 km lång flod i Centralafrikanska republiken. Den rinner genom den sydvästra delen av landet och rinner ut i Oubangui vid Bangui.